# Греція на зимових Олімпійських іграх 1988
Греція на зимових Олімпійських іграх 1988 в Калгарі була представлена 6 спортсменами у 2 видах спорту. Прапороносцем на церемонії відкриття Ігор став лижник Афанасіос Цакіріс. Грецькі спортсмени не здобули жодних медалей.

## Спортсмени
| Вид спорту          | Чоловіки | Жінки | Всього |
| ------------------- | -------- | ----- | ------ |
| Гірськолижний спорт | 2        | 1     | 3      |
| Лижні перегони      | 3        | 0     | 3      |
| Усього              | 5        | 1     | 6      |

Гірськолижний спорт
- Іоанніс Капрарас
- Янніс Стаматіу
- Фома Лефусі

Лижні перегони
- Нікос Анастасіадіс
- Христос Тітас
- Афанасіос Цакіріс

## Гірськолижний спорт
| Спортсмен        | Дисципліна                   | Спуск 1 | Спуск 2 | Разом   | Разом |
| Спортсмен        | Дисципліна                   | Час     | Час     | Час     | Місце |
| ---------------- | ---------------------------- | ------- | ------- | ------- | ----- |
| Іоанніс Капрарас | супергігант, чоловіки        |         |         | 2:02.06 | 46    |
| Іоанніс Капрарас | гігантський слалом, чоловіки | 1:18.23 | 1:14.64 | 2:32.87 | 50    |
| Янніс Стаматіу   | гігантський слалом, чоловіки | 1:17.36 | 1:15.10 | 2:32.46 | 49    |
| Іоанніс Капрарас | слалом, чоловіки             | DNF     | –       | DNF     | –     |
| Янніс Стаматіу   | слалом, чоловіки             | DNF     | –       | DNF     | –     |
| Тома Лефусі      | супергігант, жінки           |         |         | DSQ     | –     |
| Тома Лефусі      | гігантський слалом, жінки    | 1:10.26 | DNF     | DNF     | –     |
| Тома Лефусі      | слалом, жінки                | 1:02.82 | 1:04.19 | 2:07.01 | 25    |

Комбінація
| Спортсмени     | Дисципліна           | Швидкісний спуск | Слалом | Слалом | Разом  | Разом |
| Спортсмени     | Дисципліна           | Час              | Час 1  | Час 2  | Бали   | Місце |
| -------------- | -------------------- | ---------------- | ------ | ------ | ------ | ----- |
| Янніс Стаматіу | комбінація, чоловіки | 2:07.51          | 50.45  | 49.68  | 347.41 | 25    |

## Лижні перегони
| Дисципліна                        | Спортсмен          | Рейс      | Рейс  |
| Дисципліна                        | Спортсмен          | Час       | Місце |
| --------------------------------- | ------------------ | --------- | ----- |
| 15 км класичним стилем (чоловіки) | Нікос Анастасіадіс | DNF       | –     |
| 15 км класичним стилем (чоловіки) | Афанасіос Цакіріс  | 50:34.4   | 72    |
| 15 км класичним стилем (чоловіки) | Христос Тітас      | 49:48.6   | 66    |
| 30 км класичним стилем (чоловіки) | Нікос Анастасіадіс | 1'50:10.7 | 82    |
| 30 км класичним стилем (чоловіки) | Афанасіос Цакіріс  | 1'43:55.1 | 76    |
| 30 км класичним стилем (чоловіки) | Христос Тітас      | 1'41:25.7 | 70    |